# Acrolyta nens
Acrolyta nens är en stekelart som först beskrevs av Hartig 1838.  Acrolyta nens ingår i släktet Acrolyta och familjen brokparasitsteklar. Inga underarter finns listade i Catalogue of Life.